# UTAU
Utau (stylisé et le plus souvent appelé UTAU) est un logiciel de synthèse vocale japonais créé par Ameya/Ayame. Ce programme peut être lié au logiciel Vocaloid, avec comme différence qu'un UTAU est un gratuiciel. Ce programme permet à l'utilisateur de créer une chanson à l'aide d'une banque de données vocales.

## Aperçu
En mars 2008, Ameya/Ayame a lancé UTAU, un partagiciel avancé qui pouvait être téléchargé librement à partir de son site Internet. UTAU, qui signifie "chanter" en japonais, trouve ses racines dans "Jinriki Vocaloid" (人力ボーカロイド, Vocaloid manuel). Le principe du logiciel est de modifier une voix en train de chanter : les syllabes sont extraites séparément en format WAV. L'utilisateur peut ensuite utiliser ces syllabes pour composer sa propre chanson.
UTAU peut donc générer une voix unique, afin qu'elle soit synthétisée en entrant dans le programme les paroles et la musique de la chanson. Le programme dispose d'au moins 50 pistes audio, composées de syllabes japonaises. Il est téléchargeable avec "AquesTalk", de la même compagnie, qui permet à l'utilisateur d'enregistrer sa propre voix et de les convertir en données utilisables avec UTAU. UTAU inclut aussi entre autres des outils permettant de modifier le ton.
La voix par défaut est celle, générée par ordinateur, appelée Utane Uta (plus connue sous le nom de Defoko), pré-enregistrée. Les voix synthétisées dans le programme sont aussi officiellement appelées "UTAU", bien qu'appelées par les fans "UTAUloids" en allusion au programme Vocaloid. Des centaines de banques de données vocales ont été créées par des utilisateurs indépendants. Ces banques de données sont en général mises directement à disposition par leurs créateurs via téléchargement par Internet.
UTAU est principalement un programme japonais et par conséquent la plupart des voix ont été créées spécialement pour chanter en japonais. Cependant, il existe plusieurs UTAUloids bilingues, chantant principalement en japonais et Anglais. S'il y a un nombre important d'UTAU bilingues, des UTAU multilingues ont été créés afin de pouvoir chanter dans trois, voire davantage de langues. Quelques créateurs remarquables en ont aussi développés certains capables de chanter dans près de 15 langues. Cependant, les menus du logiciel demeurent en japonais et l'ordinateur de l'utilisateur doit supporter le japonais ou AppLocale afin de pouvoir l'utiliser. La majeure partie de la documentation et du mode d'emploi est en japonais, mais le logiciel a été traduit en anglais et d'autres traductions sont en cours.
Même avec les traductions, il est nécessaire que l'ordinateur puisse lire le japonais.
Les fichiers contiennent l'emplacement des échantillons, la hauteur et le tempo. Ils peuvent être sauvegardés sous l'extension ".ust" et être distribués gratuitement, ce qui permet à plusieurs UTAU avec une base de données adéquate de chanter le même morceau. Il est important de noter les directives imposées par le créateur du format UST qui régissent l'utilisation et la distribution des fichiers .usts. Les logiciels de sampling ont développé différentes façons de produire des bases de données, et la qualité de celles-ci peuvent différer.

## Impact culturel
Malgré la large popularité du logiciel au Japon, ses origines et son impact culturel sont dus à la popularité déjà établie du logiciel Vocaloid. Le logiciel est notamment devenu célèbre lorsque, en guise de farce pour le premier avril 2008, le créateur de Kasane Teto (l'une des UTAUloids) a lancé cette dernière en la dessinant posant comme un des personnages Vocaloid, faisant ainsi croire à la sortie d'une nouvelle version de Vocaloid. L'influence des Vocaloid a d'ailleurs souvent mené à l'utilisation des deux programmes à la fois. Des mascottes UTAU comme Kasane Teto apparaissent souvent dans des productions dérivées du logiciel Vocaloid, comme ''Maker Hikōshiki Hatsune Mix''.
Son attrait principal n'est pas seulement basé sur sa libre distribution sur Internet, mais aussi grâce à la possibilité pour l'utilisateur d'enregistrer sa propre voix dans la base de données afin de l'utiliser pour créer une mélodie. Cela permet aux utilisateurs de développer au long terme leur propre musique. UTAU doit sa popularité croissante à cette possibilité de générer de nouvelles voix et a incité un large nombre de producteurs musicaux à travailler avec le logiciel sur des sites tels que Nico Nico Douga et YouTube. Les utilisateurs le voient aussi comme une alternative au logiciel Vocaloid qui offre un choix de voix limité susceptible de ne pas convenir à tous et est payant. Cependant, malgré le nombre de banques de données vocales disponibles, beaucoup moins de producteurs travaillent avec UTAU qu'avec Vocaloid.
Une radio propose une heure de programmes composés uniquement de musiques issues de l'utilisation de Vocaloid et UTAU.

## Programmes liés
Contrairement à Vocaloid, les fichiers UTAU ne sont pas restrictifs. Il est ainsi possible d'utiliser des produits en Open-source tels que ceux créés pour la série Macne (Mac音シリーズ), lancés pour les programmes Reason 4 et GarageBand. Ces produits ont été vendus par Act2 et, à condition de convertir le format de leur fichier, pouvaient aussi fonctionner avec le logiciel UTAU.
La banque de données par défaut "Defoko" (Uta Utane) tient sa voix du logiciel AquesTalk, plus précisément de la voix "AquesTalk Female-1" produite par A-quest. Il a été permis de la mettre à disposition avec le programme. Koe Utane, la "sœur" de Uta, a aussi reçu sa voix du logiciel AquesTalk.
À cause des copyright associés au logiciel Vocaloid, les banques de données de ce dernier ne peuvent pas être importées sous UTAU.
Des modules d'extension pour le logiciel ont été développés par les utilisateurs afin d'ajouter ou de modifier les voix.
Le logiciel "Sugarcape", ayant le même principe qu'UTAU, est actuellement en version bêta. Il existe maintenant une version de UTAU pour Mac OS. Cette version dispose des mêmes fonctionnalités que le logiciel pour Windows, mais il n'existe pas encore de traduction anglaise. La version Mac OS peut importer les voix et chansons créées à l'aide de la version Windows, et vice-versa.

## Utilisation en musique
Les chansons sous licence pour l'album Graduation from Lie interprétées par Kasane Teto ont été disponibles par téléchargement à partir de Karen-T, sous Crypton Future Media, comme une sortie spéciale. C'est la première licence de l'histoire du logiciel UTAU.